# 在サウジアラビアモルディブ大使館
在サウジアラビア王国モルディブ大使館（ディベヒ語: ސަޢޫދީ ޢަރަބިއްޔާގައި ހުންނަ ދިވެހިރާއްޖޭގެ އެމްބަސީ、アラビア語: سفارة جزر المالديف في المملكة العربية السعودية、英語: Embassy of Maldives in the Kingdom of Saudi Arabia）は、モルディブがサウジアラビアの首都リヤドに設置している大使館である。在リヤドモルディブ大使館（アラビア語: سفارة جزر المالديف في الرياض、英語: Embassy of Maldives in Riyadh）とも。
1981年、サウジアラビアとモルディブの外交関係が樹立される。2007年11月に中東地域では初となるモルディブ大使館の設置が定められ、2008年5月12日、サウジアラビアのニザーン・ビン・オバイド・マダニー外務副大臣が臨席する中、モルディブのアブドッラ・シャーヒド外務大臣により正式に開館された。

## 住所
8, Abul Ezzu El Kharasani Lane, Sulaimaniya, Riyadh 11451

## 大使
2019年10月23日より、モハメド・カリールが特命全権大使を務めている。